# أنجلينا توبيتش
أنجلينا توبيتش (بالصربية: Ангелина Топић؛ من مواليد 26 يوليو 2005) هي لاعبة ألعاب قوى صربية متخصصة في القفز العالي. في سن 17 عامًا من عمرها، فازت بالميدالية البرونزية في بطولة أوروبا لألعاب القوى 2022، لتصبح أصغر فائزة بالميدالية في البطولة بأكملها، في نفس العام حصلت توبيتش أيضًا على الميدالية البرونزية في بطولة العالم تحت 20 عامًا. هي حاملة الرقم القياسي الصربي الحالي في القفز العالي داخل الصالات المغلقة والمفتوحة، كما أنها تحمل أفضل رقم عالمي مشترك في القفز العالي تحت 18 عامًا في الهواء الطلق.
شاركت أيضا في دورة الألعاب الأولمبية الصيفية 2024 في القفز العالي للسيدات على ستاد دو فرانس وحلت في المركز الثاني عشر في مرحلة التصفيات، على الرغم من معاناتها من إصابة في كاحلها في وقت مبكر من التصفيات، واضطرت إلى وضع شريط لاصق ثقيل على قدمها أثناء استمرارها في اللعب حيث تمكنت اللاعبة البالغة من العمر 19 عامًا تجاوزت 1.92 مترًا للتأهل إلى النهائي لكنها لم تتمكن من المشاركة في الجولة النهائية.